# Mauro Tuccini
Mauro Tuccini (Livorno, 10 febbraio 1928 – Roma, 9 agosto 2019) è stato un calciatore italiano, di ruolo terzino destro.

## Carriera
Cresciuto nel Livorno, esordì in prima squadra nel 1945. Rimase con gli amaranto fino al 1949, totalizzando 20 presenze. Nella stagione 1949-1950 fu ceduto in prestito al Pisa, con cui disputò 5 partite. Tornato a Livorno nel 1950, giocò una sola gara nella stagione successiva prima di trasferirsi nel 1951 alla Salernitana, dove fu titolare per quattro stagioni collezionando 67 presenze e una rete. Chiuse la carriera nel 1955-1956 con il Federconsorzi, squadra legata al mondo agricolo italiano e attiva nei campionati minori dell’epoca.